# Kenny George
Kenneth George Jr. är en amerikansk basketspelare som är känd för sin exceptionella längd. Olika mätningar har gett olika resultat, men han är mellan 2.31 och 2.34 meter lång. Under de två år som han spelade för sitt collegelag, University of North Carolina at Ashevilles Asheville Bulldogs, så var han den längsta spelaren i ligan. Han kan också ha varit den längsta spelaren genom tiderna i USA:s college-basketliga.